# Alissas
Alissas – miejscowość i gmina we Francji, w regionie Owernia-Rodan-Alpy, w departamencie Ardèche.
Według danych na rok 1990 gminę zamieszkiwało 720 osób, a gęstość zaludnienia wynosiła 58 osób/km² (wśród 2880 gmin regionu Rodan-Alpy Alissas plasuje się na 964. miejscu pod względem liczby ludności, natomiast pod względem powierzchni na miejscu 945.).